# Djurröds socken
Djurröds socken i Skåne ingick i Gärds härad, uppgick 1967 i Kristianstads stad och området ingår sedan 1971 i Kristianstads kommun och motsvarar från 2016 Djurröds distrikt.
Socknens areal är 29,69 kvadratkilometer varav 29,51 land. År 2000 fanns här 309 invånare. Kyrkbyn Djurröd med sockenkyrkan Djurröds kyrka ligger i socknen.

## Administrativ historik
Socknen har medeltida ursprung. 
Vid kommunreformen 1862 övergick socknens ansvar för de kyrkliga frågorna till Djurröds församling och för de borgerliga frågorna bildades Djurröds landskommun. Landskommunen uppgick 1952 i Träne landskommun som 1967 uppgick i Kristianstads stad som 1971 ombildades till Kristianstads kommun. Församlingen uppgick 2002 i Träne-Djurröds församling.
1 januari 2016 inrättades distriktet Djurröd, med samma omfattning som församlingen hade 1999/2000.  
Socknen har tillhört län, fögderier, tingslag och domsagor enligt vad som beskrivs i artikeln Gärds härad. De indelta soldaterna tillhörde Norra skånska infanteriregementet, Gärds kompani och Skånska dragonregementet, Livskvadron, Majorns kompani.

## Geografi
Djurröds socken ligger väster om Kristianstad. Socknen är en skogsbygd med inslag av odlingsbygd.
I socken finns byarna Djurröd, Horsaröd, Knutstorp, Slätthult, Heljastad, Årröd, Maglehult, Åkeboda, Harastorp, Öllestorp och Håkansköp.

## Fornlämningar
Boplatser från stenåldern är funna.

## Namnet
Namnet skrevs 1439 Diurödtz och kommer från kyrkbyn. Namnet innehåller djur, 'hjortdjur' och ryd, 'röjning'..
Före 16 november 1883 skrevs namnet även Görröds socken.